# Babe Paley
Barbara "Babe" Cushing Mortimer Paley, född 5 juli 1915 i Boston i Massachusetts, död 6 juli 1978 i Manhattan i New York, var en dam i den amerikanska societeten. Hon anses vara en modeikon för nittonhundratalet.

## Biografi
Babe Paley var dotter till Harvey Cushing och hans fru Katharine Stone Crowell Cushing. Harvey Cushing var neurokirurg och professor i kirurgi vid Johns Hopkins University, Yale University och Harvard University.
Medan hon studerade vid Westover School i Middlebury i Connecticut, presenterades hon som en debutant i den amerikanska societeten, i närvaro av Franklin D. Roosevelts söner.. År 1934 avlade hon examen vid Winsor School i Boston.
År 1934 började hon att arbeta som moderedaktör för modemagasinet Vogue. År 1941 utnämndes hon till den näst bäst klädda kvinnan i världen, efter Wallis Simpson. Hon återfinns även på listan över bäst klädda kvinnor 1945 och 1946.
År 1947, då hon gifte sig för andra gången, lämnade hon sitt jobb på Vogue.